# Тайер, Джек
Джон Бо́рланд «Джек» Та́йер III (англ. Jack Thayer, 24 декабря 1894, Филадельфия, Пенсильвания — 20 сентября 1945, Филадельфия, Пенсильвания) ― пассажир первого класса на лайнере «Титаник», который в свои 17 лет выжил после того, как корабль столкнулся с айсбергом и затонул 15 апреля 1912 года. Один из немногих спасённых из ледяной воды. Позже он выпустил памфлет, основанный на собственных воспоминаниях о катастрофе.

## Юность
Джон (Джек) Борланд Тайер III родился в богатой семье американских аристократов. Его отец, Джон Борланд Тайер II, был директором и вторым вице-президентом Пенсильванской железнодорожной компании, а мать, Мариан Тайер, ― светской львицей.

## На борту «Титаника»

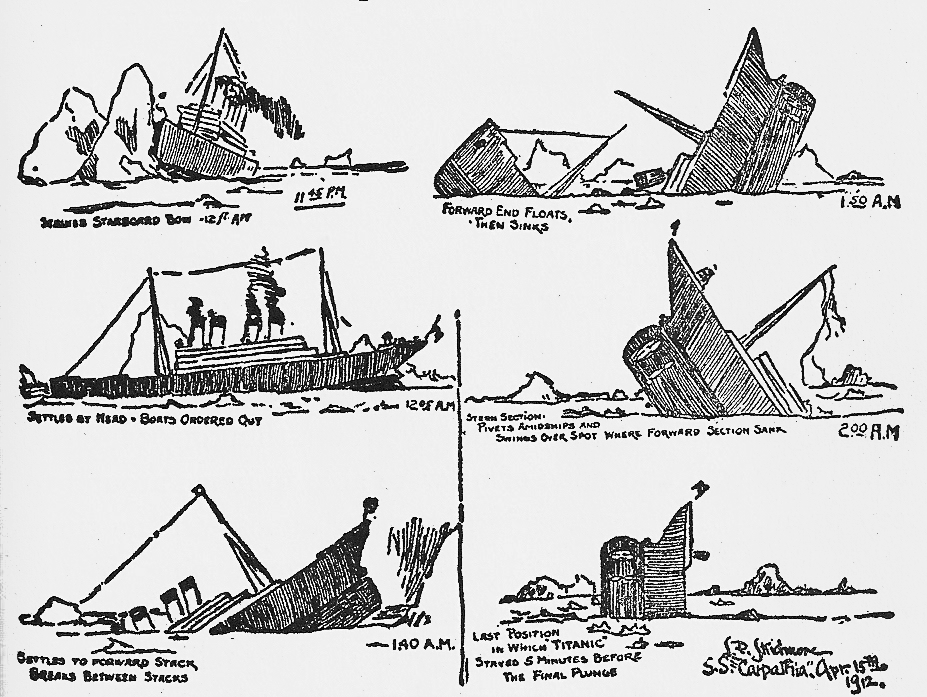
Набросок потопления Титаника, сделанный Л. П. Скидмором по описанию Тайера на борту Карпатии.

Семнадцатилетний Тайер путешествовал по Европе с родителями и горничной по имени Маргарет Флеминг. Они поднялись на борт «Титаника» в Шербуре в среду, 10 апреля 1912 года, чтобы вернуться в Нью-Йорк. Каюта Джека, C-70, располагалась рядом с каютой его родителей, С-68. Вскоре, после того как корабль столкнулся с айсбергом, он оделся и вышел на пустую палубу по левому борту, чтобы посмотреть, что произошло. Затем он прошёл в носовой отдел, где обнаружил осколки льда.

Была ясная ночь, полная звёзд. Луны не было, но я никогда не видел, чтобы звёзды светили так ярко. Казалось, они буквально выступают из небосвода. Они сверкали, как бриллианты… Это была ночь, когда человек испытывает радость от того, что он живёт.

Тайер разбудил родителей. Заметив, что корабль начинает крениться на левый борт, они вернулись в свои комнаты, чтобы надеть тёплую одежду и спасательные жилеты. Они вернулись на палубу, но Тайер потерял родителей из виду. После недолгих поисков он предположил, что они поднялись на борт спасательной шлюпки.
Вскоре Тайер встретил Милтона Лонга, пассажира первого класса, с которым познакомился несколько часов назад в ресторане. Они попытались сесть в спасательную шлюпку, но им не удалось это сделать, так как в первую очередь сажали только женщин и детей. Тайер предложил спрыгнуть с корабля, так как являлся хорошим пловцом, но Лонг поначалу отказался от этой затеи, поскольку не был таковым.
Когда корабль начал крениться всё сильнее, они попытались спрыгнуть с борта, намереваясь доплыть до какой-либо шлюпки. Лонг прыгнул первым и больше его никто не видел. Тайер повернулся спиной к кораблю и также прыгнул, оттолкнувшись от поручней. Оказавшись в воде, он смог добраться до шлюпки В. Она была опрокинута, так как большая волна смыла её с палубы, прежде чем её смогли спустить на воду. Тайер и другие члены экипажа и пассажиры, включая младшего офицера радиосвязи Гарольда Брайда, полковника Арчибальда Грейси IV, старшего пекаря Чарльза Джокина и второго офицера Чарльза Лайтоллера, смогли удержать перевёрнутую лодку на плаву в течение нескольких часов. Позже Тайер вспоминал, что крики сотен людей в воде напоминали ему пронзительный гул саранчи в его родной Пенсильвании.
Проведя ночь у перевёрнутой шлюпки В, Тайер позже перебрался в спасательную шлюпку № 12. Он был настолько уставшим и замёрзшим, что не заметил свою мать, сидящую в соседней шлюпке № 4. Спасательная шлюпка № 12 была последней, достигшей парохода «Карпатия» в 8:30 утра. Отец Тайера отказался от спасательной шлюпки и погиб при затоплении. Джек Тайер стал одним из сорока человек, которые оказались в ледяной воде и выжили.

## Дальнейшая жизнь
Тайер окончил Пенсильванский университет, где был членом почётного общества Святого Антония Холла. 15 декабря 1917 года он женился на Лоис Бьюкенен Кассат, дочери Эдварда Кассатта и Эмили Филлипс. Её дедом был Александр Джонстон Кассат, президент Пенсильванской железной дороги. У супругов было два сына, Эдвард Кассат и Джон Борланд IV, а также три дочери ― Лоис, Джулия и Паулин. Третий сын, Александр Джонстон Кассат Тейер, умер через несколько дней после своего рождения в 1920 году. Во время Первой мировой войны Джек Тайер служил артиллерийским офицером в армии США.
Во время Второй мировой войны оба сына Тайера записались на военную службу. Эдвард, пилот бомбардировщика, числился пропавшим без вести и считался погибшим после того, как его самолёт был сбит в 1943 году. Его тело так и не нашли. Когда новость дошла до Тайера, он впал в тяжёлую депрессию.
Его мать, Мариан, умерла 14 апреля 1944 года, в 32-ю годовщину столкновения и затопления Титаника. Её смерть только усугубила эмоциональное состояние Тайера. Он покончил жизнь самоубийством 20 сентября 1945 года. Его тело было найдено в автомобиле на углу 48-й улицы и Парксайд-авеню в Западной Филадельфии с перерезанным горлом и запястьями. Джек Тайер был похоронен на кладбище Церкви Искупителя в Брин-Маре, штат Пенсильвания. На момент своей смерти Тайер работал финансовым вице-президентом Пенсильванского университета.

## Вклад
В 1940 году Тайер опубликовал памфлет о катастрофе «Титаника» под названием «Потопление Титаника» тиражом в 500 экземпляров для семьи и друзей. Океанограф Роберт Баллард использовал его, чтобы определить точное место кораблекрушения. С помощью этих данных удалось доказать, что корабль раскололся пополам перед тем, как затонуть. Тайер утверждал, что лайнер раскололся на две части, в то время, как остальные сообщили, что он затонул целиком. Вопрос оставался нерешённым, пока обломки не были найдены.